# 匈牙利人民共和国英雄
匈牙利人民共和国英雄（匈牙利語：Magyar Népköztársaság Hőse）是匈牙利人民共和国政府设立的最高荣誉称号。

## 历史
“保加利亚人民共和国英雄”荣誉称号根据1979年第7号法令正式设立。

## 获授者
- 法尔卡什·拜尔陶隆（1980年6月）[1]
- 瓦列里·库巴索夫（1980年6月）[2]